# Borlänge
Borlänge è una cittadina della Svezia centrale, capoluogo del comune omonimo, nella contea di Dalarna; nel 2010 aveva una popolazione di 41 734 abitanti.

## Sport
Stazione sciistica, ha ospitato alcune tappe della Coppa del Mondo di sci di fondo e varie gare minori di sci alpino.